# Самуел Шав'єр
Самуел Шав'єр (порт. Samuel Xavier, нар. 6 червня 1990, Сан-Паулу) — бразильський футболіст, захисник клубу «Флуміненсе».

## Ігрова кар'єра
Народився 6 червня 1990 року в місті Сан-Паулу. Вихованець футбольної школи клубу «Пауліста». За першу команду дебютував 21 березня 2010 року під час матчу Ліги Пауліста проти «Ботафого-СП» (1:0) і загалом за три сезони провів 29 ігор у чемпіонаті штату, забивши один гол. Також з командою Самуел двічі виграв Кубок Пауліста.
Своєю грою за цю команду привернув увагу представників тренерського штабу клубу «Сан-Каетану», до складу якого приєднався 7 травня 2012 року. Відіграв за команду із Сан-Каетану-ду-Сул наступні півтора роки своєї ігрової кар'єри. Більшість часу, проведеного у складі «Сан-Каетану», був основним гравцем захисту команди, провівши 44 матчі у бразильській Серії Б.
Протягом 2014—2015 років захищав кольори іншого клубу другого дивізіону «Сеара», вигравши у першому сезоні чемпіонат штату Сеара, а у другому — Кубок Нордесте.
8 травня 2015 року уклав контракт з вищоліговим клубом «Спорт Ресіфі», у складі якого провів наступні три роки своєї кар'єри гравця. Граючи у складі «Спорт Ресіфі» також здебільшого виходив на поле в основному складі команди і у червні 2017 року Самуел виграв чемпіонат штату Пернамбуку.
Наприкінці 2017 року Шав'єр втратив місце в основі, тому на початку 2018 року перейшов в оренду у «Атлетіко Мінейру», а влітку у «Сеару». 29 грудня 2018 року Самуел Шав'єр перейшов у «Сеару» на повноцінній основі, підписавши контракт на два роки. З командою у 2020 році він виграв Кубок Нордесте, крім допоміг клубу залишитися у вищому дивізіоні країни.
У лютому 2021 року крайній захисник підписав контракт з «Флуміненсе». У 2022 та 2023 роках виграв з командою Кубок Гуанабара і Лігу Каріока, а у другому сезоні також став з командою володарем Кубка Лібертадорес. Станом на 10 грудня 2023 року відіграв за команду з Ріо-де-Жанейро 88 матчів в національному чемпіонаті.

## Статистика виступів

### Статистика клубних виступів
Станом на 23 березня 2018 року.
| Сезон                    | Команда                  | Чемпіонат                | Чемпіонат | Чемпіонат | Національний кубок | Національний кубок | Національний кубок | Континентальні кубки | Континентальні кубки | Континентальні кубки | Інші змагання | Інші змагання | Інші змагання | Усього | Усього | Усього |
| Сезон                    | Команда                  | Ліга                     | Ігор      | Голів     | Ліга               | Ігор               | Голів              | Ліга                 | Ігор                 | Голів                | Ліга          | Ігор          | Голів         | Ігор   | Голів  |        |
| ------------------------ | ------------------------ | ------------------------ | --------- | --------- | ------------------ | ------------------ | ------------------ | -------------------- | -------------------- | -------------------- | ------------- | ------------- | ------------- | ------ | ------ | ------ |
| 2010                     | «Пауліста»               | ЛП                       | 5         | 1         | КБ                 | 0                  | 0                  |                      | -                    | -                    | КП            | 24            | 0             | 29     | 1      |        |
| 2011                     | «Пауліста»               | ЛП                       | 8         | 0         | КБ                 | 2                  | 0                  |                      | -                    | -                    | КП            | 25            | 1             | 35     | 1      |        |
| 2012                     | «Пауліста»               | ЛП                       | 16        | 0         | КБ                 | 2                  | 0                  |                      | -                    | -                    |               | -             | -             | 18     | 0      |        |
| Усього за «Паулісту»     | Усього за «Паулісту»     | Усього за «Паулісту»     | 29        | 1         |                    | 4                  | 0                  |                      | -                    | -                    |               | 49            | 1             | 82     | 2      |        |
| 2012                     | «Сан-Каетану»            | ЛП+B (ІІ)                | 0+21      | 0         | КБ                 | 0                  | 0                  |                      | -                    | -                    |               | -             | -             | 21     | 0      |        |
| 2013                     | «Сан-Каетану»            | ЛП+B (ІІ)                | 18+23     | 0         | КБ                 | 2                  | 0                  |                      | -                    | -                    | КП            | 4             | 0             | 47     | 0      |        |
| Усього за «Сан-Каетану»  | Усього за «Сан-Каетану»  | Усього за «Сан-Каетану»  | 62        | 0         |                    | 2                  | 0                  |                      | -                    | -                    |               | 4             | 0             | 68     | 0      |        |
| 2014                     | «Сеара»                  | ЛС+B (ІІ)                | 14+33     | 2+1       | КБ                 | 5                  | 0                  |                      | -                    | -                    | КП            | 10            | 1             | 62     | 4      |        |
| 2015                     | «Сеара»                  | ЛС+B (ІІ)                | 13+0      | 0         | КБ                 | 2                  | 0                  |                      | -                    | -                    | КП            | 10            | 0             | 25     | 0      |        |
| Усього за «Сеару»        | Усього за «Сеару»        | Усього за «Сеару»        | 60        | 3         |                    | 7                  | 0                  |                      | -                    | -                    |               | 20            | 1             | 87     | 4      |        |
| 2015                     | «Спорт Ресіфі»           | ЛП+A                     | 0+30      | 1         | КБ                 | 0                  | 0                  | ПаК                  | 1                    | 0                    |               | -             | -             | 31     | 1      |        |
| 2016                     | «Спорт Ресіфі»           | ЛП+A                     | 13+35     | 0         | КБ                 | 0                  | 0                  | ПаК                  | 2                    | 0                    | КН            | 9             | 1             | 29     | 1      |        |
| 2017                     | «Спорт Ресіфі»           | ЛП+A                     | 8+24      | 0         | КБ                 | 7                  | 1                  | ПаК                  | 5                    | 0                    | КН            | 11            | 0             | 55     | 1      |        |
| Усього за «Спорт Ресіфі» | Усього за «Спорт Ресіфі» | Усього за «Спорт Ресіфі» | 110       | 1         |                    | 7                  | 1                  |                      | 8                    | 0                    |               | 20            | 1             | 145    | 3      |        |
| 2018                     | «Атлетіко Мінейру»       | ЛМ+A                     | 0+4       | 0         | КБ                 | 3                  | 0                  |                      | -                    | -                    |               | -             | -             | 7      | 0      |        |
| 2018                     | «Сеара»                  | ЛС+A                     | 0+19      | 1         | КБ                 | 0                  | 0                  |                      | -                    | -                    |               | -             | -             | 19     | 1      |        |
| Усього за кар'єру        | Усього за кар'єру        | Усього за кар'єру        | 284       | 6         |                    | 23                 | 1                  |                      | 8                    | 0                    |               | 93            | 3             | 408    | 10     |        |

## Титули і досягнення
«Пауліста»
- Володар Кубка Паулісти: 2010, 2011

«Сеара»
- Чемпіон штату Сеара: 2014
- Володар Кубка Нордесте: 2015, 2020

«Флуміненсе»
- Володар Кубок Гуанабара: 2022, 2023
- Чемпіон штату Сан-Паулу: 2022, 2023
- Володар Кубка Лібертадорес: 2023
- Переможець Рекопи Південної Америки: 2024